# Alf Westergren
Alf Vilhelm A:son Westergren, född 17 december 1891 i Stockholm, död där 15 december 1968, var en svensk läkare. Han var måg till Mauritz Hansson och Anna Edlund-Hansson.

## Biografi
Alf Westergren var son till stadsmäklaren Andreas Albert Westergren och Elsa Fredrika Stålhammar. Han avlade studentexamen 1910 och studerade därefter vid Karolinska Institutet, där han blev medicine kandidat 1913, medicine licentiat 1921, medicine doktor 1924, docent i fysiologi 1926 och docent i medicin 1928. Efter utbildningsförordnanden, främst vid Serafimerlasarettet 1924–1929 blev han föreståndare vid medicinska polikliniken vid Serafimerlasarettet 1929, överläkare vid Sankt Eriks sjukhus 1932 och Sankt Görans sjukhus 1934. Han var praktiserande läkare i Stockholm från 1929, blev marinläkare av första graden 1927 och fick professors namn 1950. Westergren blev känd redan i unga år genom sina kliniska studier utifrån Robin Fåhræus teoretiska rön om sänkningsreaktionen. Westergrens senare vetenskapliga arbeten gällde främst komplex genes, och särskilt påvisandet av multipla infektioner samt betydelsen av detta vid tuberkulos, reumatiska sjukdomar med mera. Bland Westergrens omkring 150 tryckta skrifter märks även arbeten om härdinfektioner, kemoterapi, lungsjukdomar med mera.